# Iwan Diczew
Iwan Dmitrijewicz Diczew (ros. Иван Дмитриевич Дичев, ur. 1897 w guberni riazańskiej, zm. 28 grudnia 1937) – radziecki działacz państwowy i partyjny.

## Życiorys
W październiku 1918 został członkiem RKP(b), w 1919 przewodniczącym rejonowego komitetu RKP(b) w guberni riazańskiej, w lutym 1921 sekretarzem odpowiedzialnym Komitetu Powiatowego RKP(b) w Riazaniu. Od 1921 do kwietnia 1922 był przewodniczącym Komitetu Wykonawczego Ranienburskiego Komitetu Powiatowego RKP(b), od 18 kwietnia do lipca 1922 przewodniczącym Komitetu Wykonawczego Riazańskiej Rady Gubernialnej, od listopada 1922 kierownikiem gubernialnego oddziału gospodarki narodowej w Riazaniu, w latach 1927-1928 przewodniczącym Komitetu Wykonawczego Briańskiej Rady Gubernialnej. Następnie do października 1937 kierował obwodowym oddziałem finansowym w Czelabińsku. Podczas wielkiej czystki 7 października 1937 został aresztowany, a następnie rozstrzelany.